# Родс, Алисия
Алисия Родс (англ. Alicia Rhodes, родилась 8 сентября 1978 года, в Манчестере, Англия, Великобритания) — британская порноактриса.

## Биография
Алисия Родс снимается не только в Великобритании, но и в США. Саму себя описывает как бисексуалку, хотя сразу оговаривает, что никогда не будет строить отношений с женщиной. В своей порнокарьере работала со многими известными студиями, в том числе: Evil Angel, Elegant Angel, Hustler, Jules Jordan Video.
По данным на 2013 год, снялась в 254 фильмах для взрослых.

## Премии и номинации

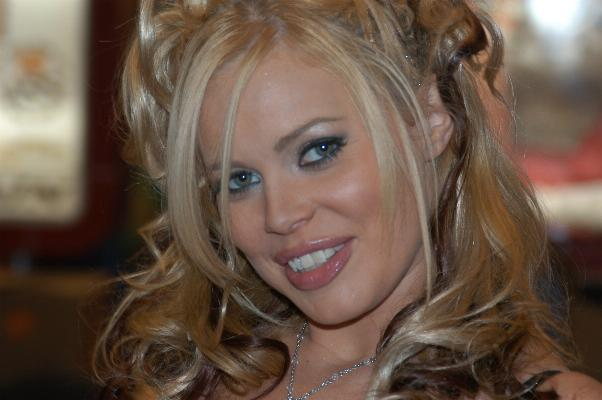

| Год  | Церемония                           | Категория                                        | Работа                 | Результат |
| ---- | ----------------------------------- | ------------------------------------------------ | ---------------------- | --------- |
| 2003 | XRCO Award                          | Супершлюха                                       |                        | Номинация |
| 2003 | XRCO Award                          | Сексуальная сцена, пара                          | Interracial Lust 1     | Номинация |
| 2003 | XRCO Award                          | Групповая сцена                                  | Seven The Hard Way 2   | Номинация |
| 2004 | BGAFD Award                         | Лучшая женщина                                   |                        | Победа    |
| 2004 | AVN Award                           | Лучшая иностранная исполнительница года          |                        | Номинация |
| 2004 | AVN Award                           | Лучшая групповая сцена секса, видео              | 7 The Hard Way 2       | Номинация |
| 2005 | AVN Award                           | Лучшая сцена анального секса                     | Tails Of Perversity 11 | Номинация |
| 2005 | Ninfa Prize                         | Самая оригинальная сексуальная сцена             | Serial Fucker 6        | Номинация |
| 2005 | Ninfa Prize                         | Лучшая актриса                                   | Cabaret Bizarre        | Номинация |
| 2006 | UK Adult Film and Television Awards | Лучшая исполнительница в анальной сцене          |                        | Победа    |
| 2006 | AVN Award                           | Лучшая иностранная исполнительница года          |                        | Номинация |
| 2006 | AVN Award                           | Лучшая сцена орального секса, видео              | Big Gulps              | Номинация |
| 2006 | AVN Award                           | Лучшая сексуальная сцена в зарубежной постановке | Cabaret Bizarre        | Номинация |
| 2006 | AVN Award                           | Лучшая сексуальная сцена в зарубежной постановке | Cum Swappers 2         | Номинация |

## Интересные факты
- Знак зодиака — дева.
- Имеет две татуировки (бабочка на левом бедре, лезвие на левой лопатке).